# Арктін
Арктін Мілетський (грец. Ἀρκτῖνος Μιλήσιος, близько 775—741 до н. е.) — давньогрецький поет, один з «поетів епічного циклу», Арктін написав поеми Ефіопіда та Зруйнування Трої, які були присвячені епічному циклу, і, можливо, Навпактії.
Життя Арктіна повністю легендарне, адже жодна з його праць не збереглася. Про нього казали, що він був учень Гомера. Фаній Лесбоський відносить його до 7 століття до н. е. і стверджує, що той зазнав поразки у змаганні з Лесхом Мітіленським. Поеми Арктіна втрачені, але зі змістом перших двох можна ознайомитись з «Хрестоматії», яка приписується (можливо хибно) Проклу Діадоху, неоплатоніку 5 ст. до н. е.

## Кіклічні поеми Арктіна
- Ефіопіда (Αἰθιοπίς), поема з п'яти книг, названа так через ефіопського царя Мемнона, який став союзником Трої після смерті Гектора. За Проклом, поема веде розповідь з того місця, де завершується Іліада: «Амазонка Пентесілея прибула на допомогу троянцям. Вона була дочкою Ареса і фракійкою за народженням. Ахіллес вбив її під час битви і троянці влаштували похорон амазонки. Ахіллес був зачарований красою мертвої Пентесілеї і це викликало глузування Терсіта, тут же на місці вбитого Ахіллесом.» Ефіопіда закінчується смертю та похованням Ахіллеса і сваркою між Аяксом Теламонідом та Одісеєм за його зброю.

- Зруйнування Трої розповідає історію про Троянського коня, Сінона, та Лаокоона, захоплення міста, та відплиття греків, переслідуваних гнівом Афіни за зґвалтування Кассандри Аяксом Оїлідом. Мала Іліада, яка приписується Лесху, заповнює проміжок в історії між Ефіопідою та Зруйнуванням Трої.